# Centrální úřad skautingu NHL
Centrální úřad skautingu NHL (anglicky: Central Scouting Bureau) (CSB) je úřad resp. oddělení severoamerické hokejové ligy National Hockey League, které sdružuje skauty NHL, kteří hodnotí nadějné hráče, jenž by mohli být draftováni v následném vstupním draftu NHL. Úřad byl založen hokejovým manažerem Jackem Buttonem v roce 1975, který vytvořil centrální databázi nadějných hokejistů pro NHL. Button byl ředitelem tohoto úřadu do roku 1979 a současným ředitelem je E.J. McGuire. Spolu s ředitelem se o chod úřadu starají zaměstnanci v kancelářích v Torontu společně s osmi skauty na plný úvazek a s 15 skauty na poloviční úvazek po celé Severní Americe. Zprávy o nadějných hokejistech z Evropy podává Goran Stubb a jeho skupina 6 skautů z European Scouting Services (ESS) se sídlem ve Finsku. Všech 29 skautů zhlédne přibližně 3000 zápasů za rok.

## Postup při hodnocení
Hráči jsou zpočátku rozděleni do tří skupin podle vyhlídek na nadcházející draft. V A skupině jsou hráči, kteří by měli být draftováni v prvním nebo druhém kole. V B skupině jsou hráči, kteří by měli být draftováni od poloviny třetího do pátého kola. V C skupině jsou hráči, kteří by měli být draftováni v pozdějších kolech a nejsou doporučováni týmovým skautům NHL k bližšímu sledování.
Pracovníci pracující na plný úvazek v CSB sledují karty v databázi CSB, které jsou aktualizované externími pracovníky. Hodnotí celkové vyhlídky, dále jednotlivé dovednosti použitelné ve hře. Hokejistovy dovednosti jsou známkovány následovně: Excelentnícs/Excellenten (E), Velmi Dobrács/Very Gooden (VG), Dobrács/Gooden (G), Průměrnács/Averageen (A), Špatnács/Pooren (P) a Nevhodnács/Not Applicableen (NA). Dovednosti jsou různě zohledněny podle pozice (jinak u útočníků, obránců a brankářů). Úřad zveřejňuje seznamy na svých internetových stránkách. Žebříčky jsou zveřejňovány včetně skautských recenzí. Tyto informace jsou aktualizovány každé dva měsíce. 
Hráči, kteří jsou oprávněni k následujícímu draftu NHL, jsou rozděleni do žebříčku následovně: severoameričtí bruslaři (hokejisté bez brankářů), severoameričtí brankáři, mezinárodní bruslaři (hrající mimo Severní Ameriku), mezinárodní brankáři. Hráči jsou do těchto žebříčků zařazováni podle místa, kde hrají. Například Čech Jakub Voráček byl zařazen do severoamerického žebříčku, protože hrál za kanadský Halifax Mooseheads v QMJHL. 
Významně s výsledky zamíchá Mistrovství světa juniorů, které je hráno v polovině sezóny. Na začátku dubna po konci všech juniorských a evropských lig je hodnocení uzavřeno.